# Anton Edzardi
Anton Philipp Edzardi (* 11. März 1849 in Anklam; † 6. Juni 1882 in Leipzig) war ein deutscher Germanist mit dem Schwerpunkt auf älterer germanischer Literatur.

## Biografie
Edzardi wurde als Sohn eines Kornhändlers geboren und studierte nach dem Besuch des Gymnasiums in Anklam Germanische Philologie und Vergleichende Sprachwissenschaft in Heidelberg, Leipzig und Kiel und wurde 1874 in Leipzig mit einer Arbeit über König Rother promoviert. 1876 erfolgte seine Habilitation („Untersuchungen über das Gedicht von St. Oswald“). Während seines Studiums wurde er 1868 Mitglied der Burschenschaft Allemannia Heidelberg und 1869 der Burschenschaft Teutonia zu Kiel.